# Académie des sciences de Roumanie

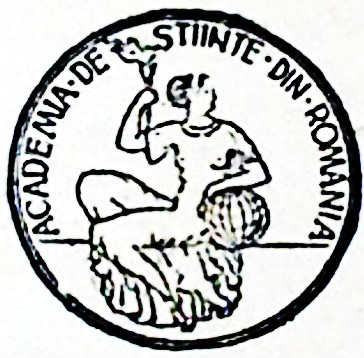
Logo de l'Académie des sciences de Roumanie

L'Académie des sciences de Roumanie était une institution établie en Roumanie par un groupe de vingt-six scientifiques, mécontents de l'organisation imparfaite de la section scientifique de l'Académie roumaine, qui est restée au second plan, avec seulement douze sièges pour représenter toutes les sciences.

## Historique
Le 29 mars 1935, l'institution, qui a été créée de facto le 11 mars 1935, a reçu la personnalité juridique.
Selon ses statuts, le but de l'Académie des sciences de Roumanie était d'encourager et de guider la création scientifique en:
a) facilitant la mise en réseau des chercheurs dans diverses spécialités scientifiques pures et appliquées et la circulation de leurs résultats de recherche à travers des communications, rapports, publications, expositions, etc.
b) stimulant la recherche par la mise en œuvre de prix pour les  œuvres précieuses, des subventions, etc.
c) initiant scientifiquement du personnel des institutions particulières qui dépendent de l'Académie des sciences.
À cette fin, l'Académie des sciences de Roumanie définit le nombre de membres à part entière à 120, avec un maximum de 12 membres de chacune des 10 sections:
1.Section de Mathématiques et d'Astronomie ;
2.Section de Physique ;
3.Section de Chimie ;
4.Section de Biologie (Zoologie, Botanique, Physiologie) ;
5.Section de Biologie appliquée ;
6.Section de Géologie, Minéralogie et Géographie ;
7.Section des Sciences militaires avec application à la défense nationale;
8.Section d'Histoire et de Philosophie des Sciences, Organisation, Éducation et Conscientisation ;
9.Section Technique ;
10.Section de Sciences économiques et sociales.
À la suite de l'intervention devant la cour de l'Académie roumaine, par le décret loi no 2418 / le 7 juillet 1938, publiée au Moniteur officiel no 154 / le 8 juillet 1938, l'Académie des sciences de Roumanie a été interdite de porter le titre d'Académie, considéré comme monopole d'une autre institution plus âgée. En conséquence, le 24 septembre 1938, l'Assemblée générale de l'Académie des sciences de Roumanie a décidé de changer son nom en Institut des Sciences de Roumanie.
Par le décret-loi  3714 / le 6 novembre 1940, publié le 7 novembre 1940 au  Moniteur officiel no 261, Partie I, il a été décidé que l'Institut des sciences de Roumanie,  personne juridique établie à Bucarest, soit nommée à nouveau Académie des sciences de Roumanie. 
L'Académie des sciences de Roumanie a été dissoute en 1948. Par le décret no 76 du Présidium de la Grande Assemblée nationale, publiée dans le Moniteur officiel no 132 bis / le 9 juin 1948, l'Académie roumaine a été transformée en Académie de la République Populaire Roumaine et l'Académie des sciences de Roumanie a été intégrée dans l'Académie de la République Populaire Roumaine, tous ses biens mobiliers et immobiliers et patrimoine étant intégrés dans la nouvelle Académie.
Actuellement, l'Académie des scientifiques roumains, fondée en 2007, est considérée comme le successeur et légataire universel de l'Académie des sciences de Roumanie (1935-1948) et l'Association des Scientifiques Roumains, fondée en 1956.